# دوره یاماتو

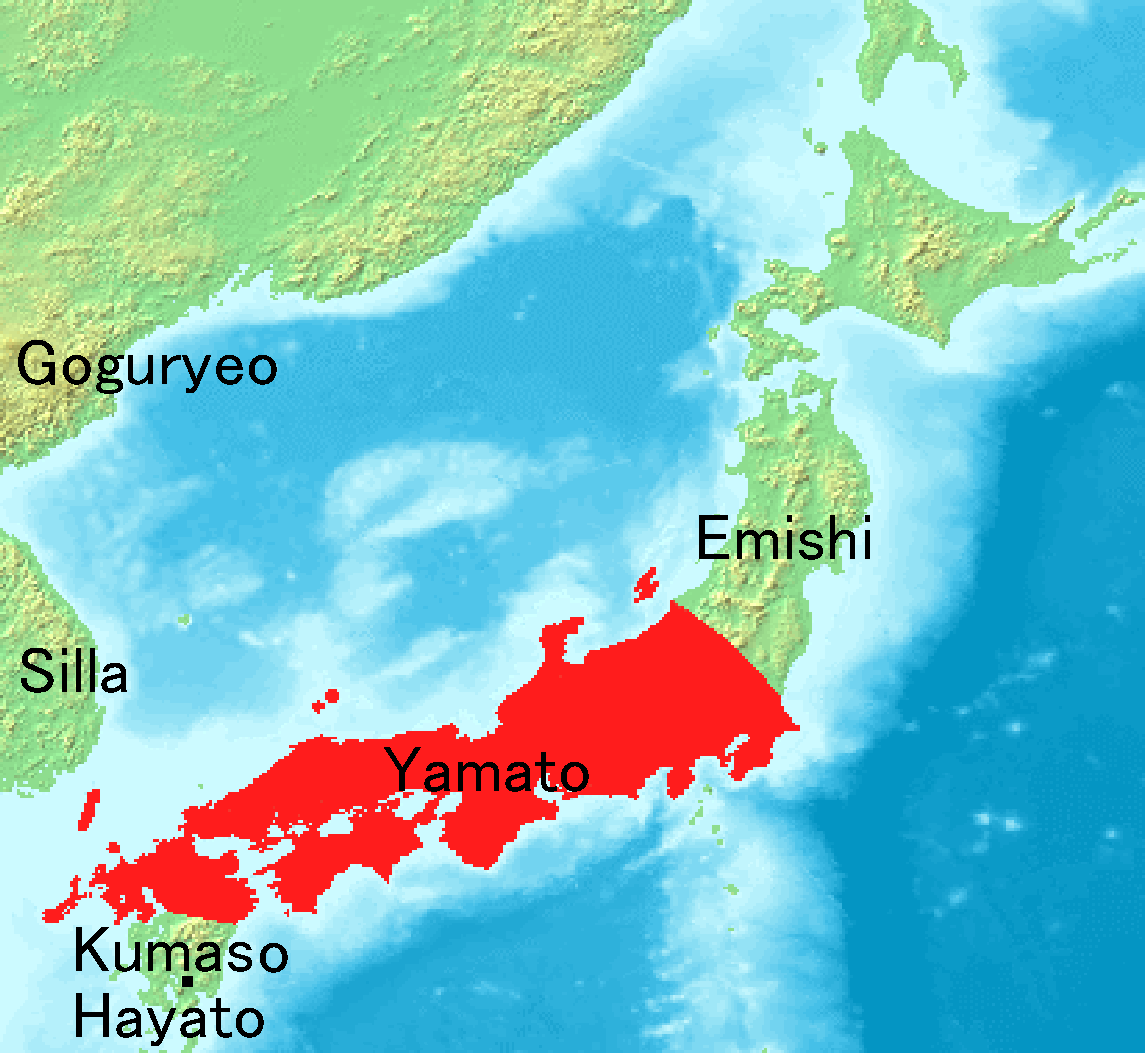

دورهٔ یاماتُو (به ژاپنی: 大和時代 Yamato-jidai) نام یکی از دوره‌ها در تاریخ ژاپن (از قرن چهارم تا ششم میلادی) است. این دوره ممکن است دوره آسوکا (نیمه دوم قرن ششم تا قرن هفتم میلادی) را نیز در بر بگیرد. به بعد از دوره یایویی تا شروع دوره نارا نیز گفته می‌شود. در سال‌های اخیر دورهٔ یاماتُو چندان استفاده نمی‌شود و بجای آن دوره کوفون  (۲۵۰ تا سال ۵۳۸ میلادی) و دوره آسوکا (۵۳۸ تا سال ۷۱۰ میلادی) به صورت مجزا بکار می‌رود.